# Nemertesia singularis
Nemertesia singularis is een hydroïdpoliep uit de familie Plumulariidae. De poliep komt uit het geslacht Nemertesia. Nemertesia singularis werd in 1941 voor het eerst wetenschappelijk beschreven door Vervoort. 